# Asadipus
Genre
Synonymes
- Aristerus Simon, 1909

Asadipus est un genre d'araignées aranéomorphes de la famille des Lamponidae.

## Distribution
Les espèces de ce genre sont endémiques d'Australie.

## Liste des espèces
Selon World Spider Catalog (version 18.5, 18/09/2017) :
- Asadipus areyonga Platnick, 2000
- Asadipus auld Platnick, 2000
- Asadipus banjiwarn Platnick, 2000
- Asadipus baranar Platnick, 2000
- Asadipus barant Platnick, 2000
- Asadipus barlee Platnick, 2000
- Asadipus bucks Platnick, 2000
- Asadipus cape Platnick, 2000
- Asadipus croydon Platnick, 2000
- Asadipus humptydoo Platnick, 2000
- Asadipus insolens (Simon, 1896)
- Asadipus julia Platnick, 2000
- Asadipus kunderang Platnick, 2000
- Asadipus longforest Platnick, 2000
- Asadipus mountant Platnick, 2000
- Asadipus palmerston Platnick, 2000
- Asadipus phaleratus (Simon, 1909)
- Asadipus uphill Platnick, 2000
- Asadipus woodleigh Platnick, 2000
- Asadipus yundamindra Platnick, 2000

## Publication originale
- Simon, 1897 : Histoire naturelle des araignées. Paris, vol. 2, p. 1-192 (texte intégral).